# Dolichopus coloradensis
Dolichopus coloradensis är en tvåvingeart som beskrevs av Aldrich 1893. Dolichopus coloradensis ingår i släktet Dolichopus och familjen styltflugor. Inga underarter finns listade i Catalogue of Life.